# كيارا لوفرناك
كيارا لوفرناك (بالإنجليزية: Chiara Lauvergnac )‏ (من مواليد عام 1961) هي أناركية إيطالية تُقيم في لندن وتصف نفسها بأنها «مثيرة أعمال شغب حرة» وهي ناشطة لحقوق المهاجرين وطالبي اللجوء.

## خلفية عن حياتها
وُلدت كيارا في ترييستي بإيطاليا في عام 1961. ارتبطت بمغنية الجاز أنا لوفرناك. عاشت في جالواي بأيرلندا وانتقلت إلى لندن عام 2006 لدراسة الأنثروبولوجيا في جامعة شرق لندن.

## نشاطها

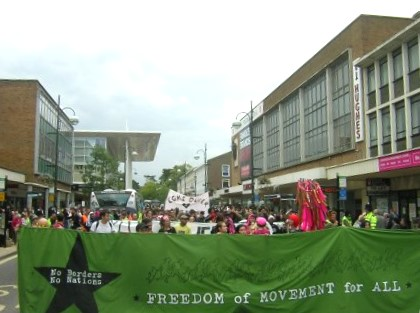
مظاهرة بلا حدود في كراولي ، 2007.

نظمت كيارا حملة لحقوق المهاجرين وطالبي اللجوء. ارتبط اسمها بحركة مناهضة الفاشية  Antifaschistische Aktion(ANTIFA)، وهي منظمة يسارية متطرفة إلى أقصى اليسار لها فروع في عدة دول أوروبية تم انتقادها كمنظمة يسارية متطرفة. احتجت كيارا في عام 2006 خارج مركز احتجاز هازلار في هامبشاير. وفي عام 2009، كانت جزءًا من مجموعة احتجت في مركز هينسلي هاوس البريطاني للهجرة الحدودية في جاتويك ضد استخدام رحلات الطيران العارض لترحيل طالبي اللجوء الذين رُفضت طلبات لجوئهم إلى كردستان بالعراق. تم إلقاء القبض عليها وإدانتها بتهمة التعدي على المخالفات ثم أُطلق سراجها بشكل مشروط.
وفي عام 2015، شاركت مرة أخرى في احتجاجات ضد ترحيل لاجئين من المملكة المتحدة في مطار غاتويك حيث تم اعتقالها وتقيع غرامة مالية عليها فيما بعد. تعتبر كيارا شخصية قيادية في مجموعة الأناركية بلا حدود في لندن، وهي جزء من شبكة بلا حدود، التي أبلغت عنها من كاليه غانغل. ظهرت صورها الخاصة بالمخيم في معرض الفن واللاجئين والمقاومة في برايتون وهوف سانكتشواري على البحر بالشراكة مع جامعة برايتون.

## روابط خارجية
- Chiara Lauvergnac describing conditions in The Jungle, Calais, November to December 2015.